# Años 380 a. C.
Los años 380 antes de Cristo transcurrieron entre los años 389 a. C. y 380 a. C. 

## Acontecimientos
- 389 a. C.: en Roma, sus habitantes afirman que este año ―365 años después de la fundación de la ciudad (en el 753 a. C.)― se producirá el fin del mundo, basados en el mito de las 12 águilas que revelaron un número místico a Rómulo.[1]

## Personas destacadas
- Nacimiento de Demóstenes, filósofo griego (f. h. 320 a. C.).
- 384 a. C.: nacimiento de Aristóteles, filósofo griego (f. 322 a. C.).